# Bogo-Bogo
Bogo-Bogo è un arrondissement del Benin situato nella città di Karimama (dipartimento di Alibori) con 8 487 abitanti (dato 2006).